# Wedelwitz
Wedelwitz ist der südlichste Ortsteil der Großen Kreisstadt Eilenburg in Sachsen, Deutschland. Der etwa 200 Einwohner zählende Ort liegt unmittelbar südlich des Stadtteils Berg.

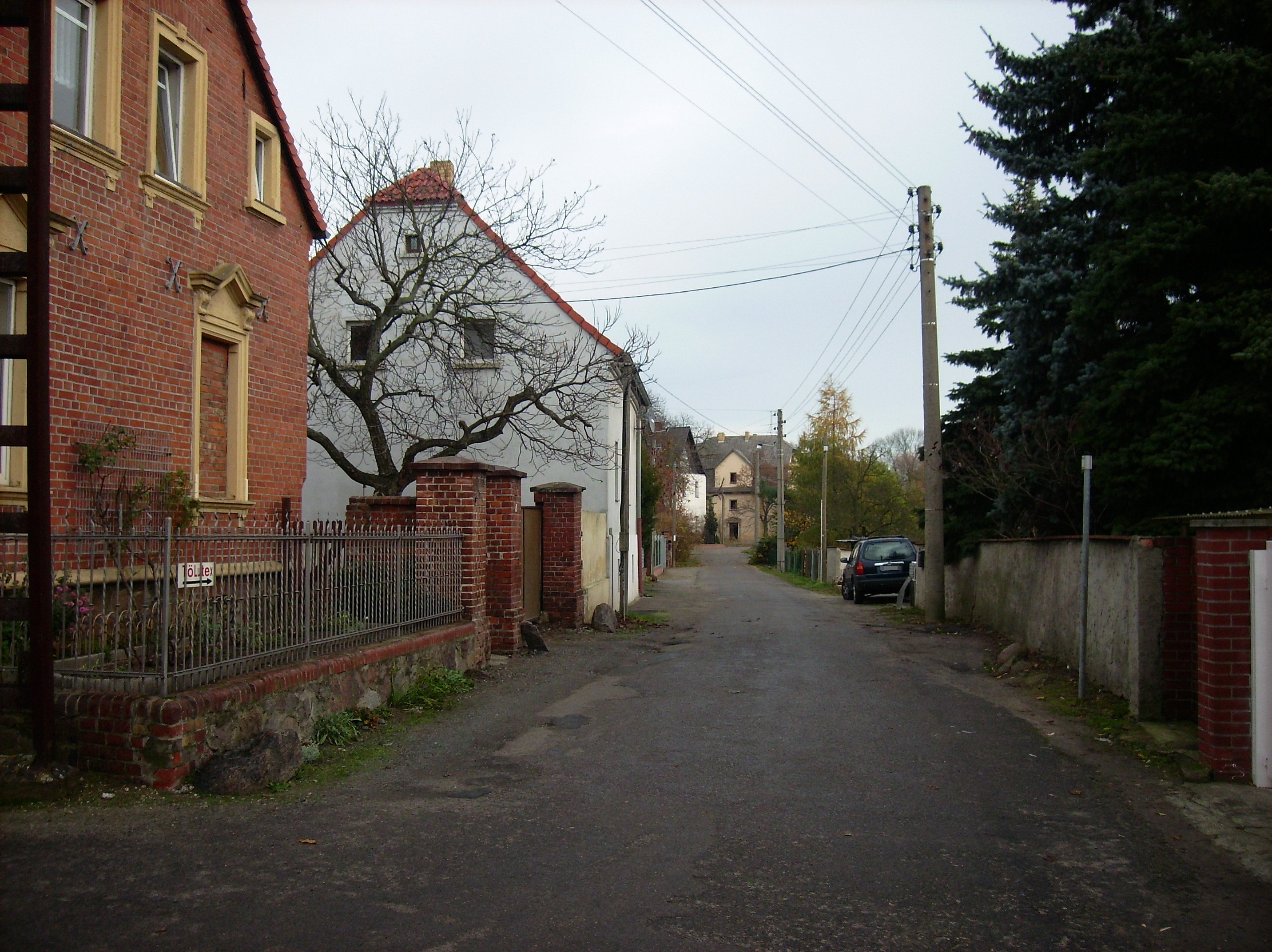
Die Südstraße

## Geografie und Verkehr
Wedelwitz liegt am Bundesstraßenkreuz der Bundesstraßen 87 und 107, die beide den Ortsteil tangieren. Die Ortsdurchfahrt, die früher die Bundesstraße 107 darstellte, ist aus dem Ort verlegt worden. Eine direkte Verbindung zwischen Wedelwitz und Eilenburg gibt es nur noch für Fußgänger und Radfahrer. Autofahrer müssen, aufgrund des Neubaus der Bundesstraße 87, einen Umweg in Kauf nehmen. Wedelwitz wird lediglich an Schultagen morgens und nachmittags vom Schulbus bedient. Durch Wedelwitz fließt ein kleiner Bach, die Knatter. Früher speiste dieser Bach die zwei so genannten Hofeteiche. Mittlerweile wird er in den neu geschaffenen Weiher an der B 87 geleitet. Wedelwitz ist auch bekannt durch das Wasserwerk. Dieses versorgte schon vor dem Krieg Eilenburg mit Trinkwasser. Der nächste Bahnhof ist Eilenburg.

## Geschichte
Wedelwitz wurde erstmals bereits im Jahre 1031 als Vetovizzi erwähnt. Der Name bedeutet so viel wie „sich beraten“. Vermutlich wurde der Ort von Slawen gegründet. Wedelwitz gehörte bis 1815 zum kursächsischen bzw. königlich-sächsischen Amt Eilenburg. Durch die Beschlüsse des Wiener Kongresses kam der Ort zu Preußen und wurde 1816 dem Kreis Delitzsch im Regierungsbezirk Merseburg der Provinz Sachsen zugeteilt, zu dem er bis 1952 gehörte.
Im Zuge der zweiten Kreisreform in der DDR im Jahr 1952 wurde Wedelwitz dem Kreis Eilenburg im Bezirk Leipzig angeschlossen, welcher 1994 im Landkreis Delitzsch aufging. Am 1. Januar 1974 wurde die Ortschaft Wedelwitz von Eilenburg eingemeindet. Der heutige Ortsteil galt bis vor einigen Jahren als Stadtteil.
→ siehe auch: Kulturdenkmale in Wedelwitz

## Natur
Um Wedelwitz herum befindet sich ein Natur- und Wasserschutzgebiet. Hier gibt es Seen und Moore, die abgeschnittene Nebenarme des Mühlgrabens sind, der wiederum ein von Mühlenbesitzern künstlich angelegter Nebenarm der Mulde ist.